# Betsy Damon

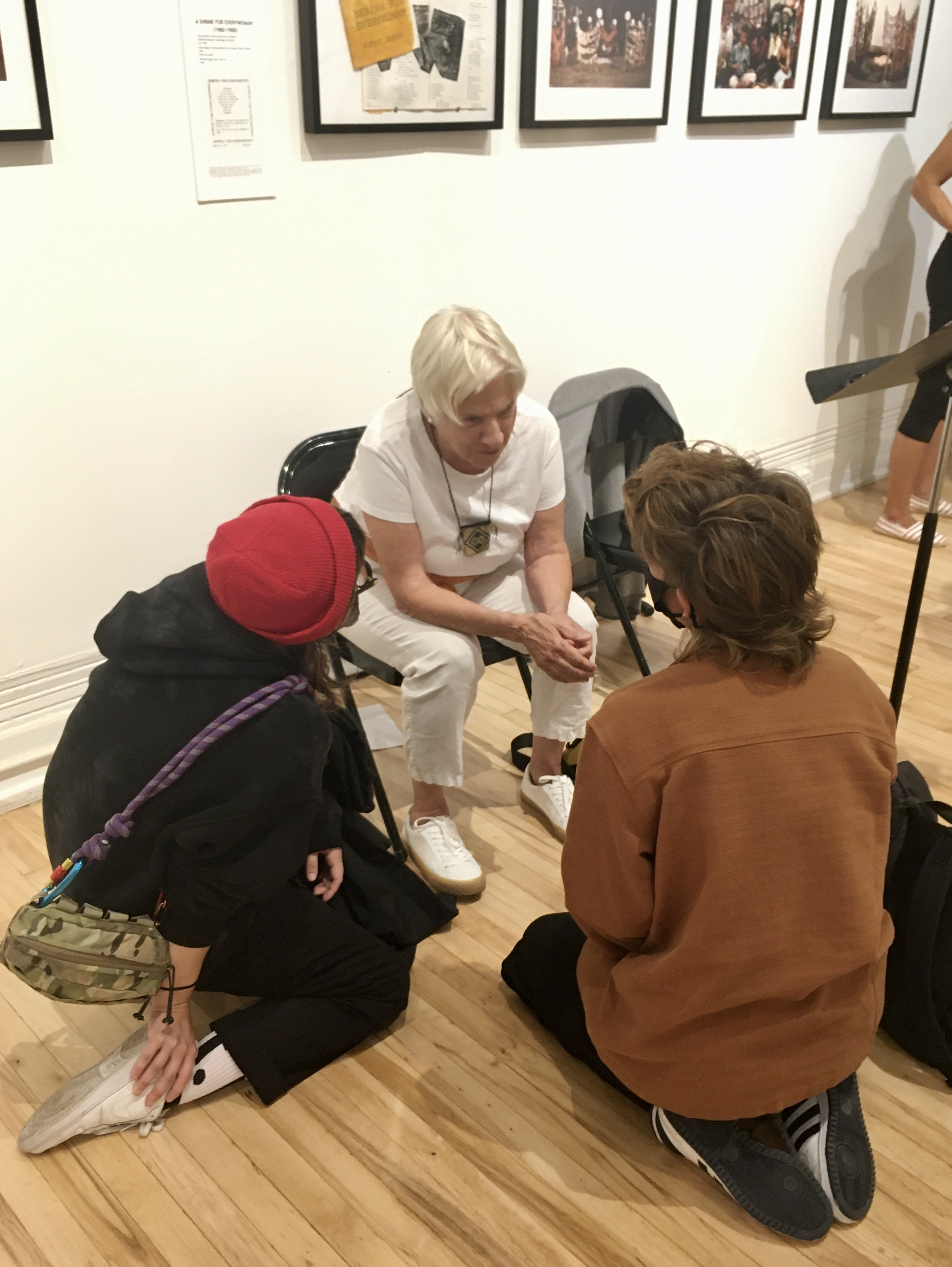
Betsy Damon (2021)

Betsy Damon (* 1940) ist eine US-amerikanische ökofeministische Künstlerin.

## Leben und Werk
Damon erlangte 1963 einen Bachelorabschluss am Skidmore College in Saratoga Springs (New York) und 1966 einen Masterabschluss an der Columbia University in New York. Nach ihrem Studium reiste sie nach Deutschland, kehrte 1968 aber in die Vereinigten Staaten zurück, wo sie von der amerikanischen Künstlerin Joyce Kozloff von der Frauenbewegung erfuhr. Ihr Engagement gilt seit den 1970er Jahren der feministischen Kunst. 1972 besuchte sie das Womanhouse und begann danach mit ihrer Performancekunst, die zunächst auf den Straßen von New York City, Chicago, San Francisco, New Orleans und Washington, D.C. sowie in alternativen Kunsträumen stattfand. Ihre Performance The 7000 Years Old Woman, die 1977 in New York City stattfand, behandelte feministische Themen wie Gewalt an und Unterdrückung von Frauen. 1972 gründete sie das Feminist Art Studio an der Cornell University, 1982 das feministische Netzwerk No Limits for Women Artists.
Damon nahm an den ersten lesbischen Kunstausstellungen in den USA teil, darunter an der A Lesbian Art Show (1978), kuratiert von Harmony Hammond, sowie an The Great American Lesbian Art Show (1980) im Woman’s Building in Los Angeles. Sie nahm mit ihren Performances auch an politischen Veranstaltungen teil, z. B. an der UN-Weltfrauenkonferenz in Kopenhagen (1980) und Nairobi (1985).
In ihrem späteren Werk verlegt Damon ihren Schwerpunkt auf das Thema Wasser. Dabei ist es ihr Anliegen, die Bedeutung des Wassers für das (menschliche) Leben herauszustellen. 1991 gründete sie die NGO Keepers of the Waters, die sich auf ökologische Planung, Interessenverteilung und Bildung konzentriert. 1998 schuf sie mit dem Living Water Garden das erste öffentliche Kunstereignis für die Umwelt in Chengdu, China. Das Projekt ist ein öffentlicher Park und zugleich ein Modell für eine natürliche Wasserfilterung. Mit ihrer Arbeit Saving Living Systems erforschte und ehrte Damon Wasserstellen auf der ganzen Welt, die seit Jahrhunderten das menschliche Leben erhalten, darunter etwa tibetische Wasserstellen.

## Ausstellungen (Auswahl)
- 2021: EVA International, Ireland's Biennal, Limerick
- 2021: Art & Ecology, Stony Brook University, New York
- 2020: ecofeminism(s), Thomas Erben Gallery, New York City
- 2020: The Penumbral Age, Muzeum Sztuki Nowoczesnej w Warszawie, Warschau
- 2019: Keepers of the Waters: Chengdu & Lhasa, Taipei Biennale
- 1998: Expanding Environments, Brunnier Art Museum, Ames
- 1987: A Memory of Clean Water, MoMA PS1, New York
- 1975: In Memory, Woman’s Building, Los Angeles

## Schriften (Auswahl)
- Public Art Visions and Possibilities, in: Cameron Cartiere, Leon Tan (Hrsg.): Companion to Art in the Public Realm, Routledge Press, 2020, ISBN 978-0-429-45047-1.
- Revealing Water, in: Public Art Dialogue, Bd. 9, Nr. 2, S. 134–140, 2020, doi:10.1080/21502552.2019.1644112.
- Remembering the Source, in: Jennifer Heath (Hrsg.): Water, Water Everywhere. Pean to a Vanishing Resource, baksun books & arts, 2014, ISBN 978-1-887997-30-0.
- 25 Years on Water, in: Women Eco Artists Dialog, 2013.
- The Living Water Garden, in: EarthLight, 2013.
- Keepers of the Water, in: water|kraft, Kent State University, 2010.
- A Living Water Garden in Chengdu, in: WaterWorks, PKI EcoPublishing, 1996.
- 7000 Years Old Woman, in: HERESIES, Bd. 3, 1987, S. 11–13.